# Мелипиља
Мелипиља (шп. Melipilla) је општина у Чилеу. По подацима са пописа из 2002. године број становника у месту је био 53.522.

## Демографија
| 2002.  |
| ------ |
| 53.522 |